# Alyssum rostratum
Alyssum rostratum là một loài thực vật có hoa trong họ Cải. Loài này được Steven mô tả khoa học đầu tiên năm 1810.